# Supercopa do Chile de Futebol de 2021
A Supercopa do Chile de 2021, também conhecida como Súper Copa Easy 2021 por conta do patrocínio, foi a 9ª edição desta competição, uma partida anual organizada pela Asociación Nacional de Fútbol Profesional (ANFP) na qual se enfrentaram Universidad Católica, campeão da Primeira Divisão do Campeonato Chileno de 2020, e Ñublense, campeão da Segunda Divisão do Campeonato Chileno de 2020.
Inicialmente, o torneio deveria contar com a participação dos vencedores da Primeira Divisão e da Copa Chile, entretanto, devido ao cancelamendo da Copa, a vaga foi repassada para o campeão da Segunda Divisão. A partida foi realizada em 18 de novembro de 2021, O Universidad Católica nos pênaltis após empatar em 1-1 no tempo normal e faturou sua quarta taça da competição.

## Participantes
Os times participantes foram Universidad Católica e Ñublense, campeões da Primeira Divisão Chilena e da Segunda Divisão da temporada de 2020, respectivamente.
| Clube                | Classificação                               | Participações anteriores   |
| -------------------- | ------------------------------------------- | -------------------------- |
| Universidad Católica | Campeão da Primeira Divisão Chilena de 2020 | 4 (2016, 2017, 2019, 2020) |
| Ñublense             | Campeão da Segunda Divisão                  | 0 (nenhuma)                |

* Em negrito os anos em que foi campeão.

## Partida
| 18 de novembro de 2021 | Universidad Católica    | 1 – 1 (7 – 6 pen.) | Ñublense              | Concepción, Chile                                                                                 |  |
| 19:00 | - Fernando Zampedri 78' | Relatório | - 69' Federico Mateos | Estádio: Estádio Municipal de Concepción Público: 18 000 espectadores Árbitro: Francisco Gilabert |  |
| |                         | Penalidades |                       |                                                                                                   |  |
| - Diego Buonanotte - Marcelino Núñez - Alfonso Parot - Ignacio Saavedra - Fernando Zampedri - Tomás Asta-Buruaga - Valber Huerta - Diego Valencia |                         | - Federico Mateos - Manuel Rivera - Joe Abrigo - Nicólas Guerra - Nicólas Vargas - Nicola Pérez - Bernardo Cerezo - José Navarrete |                       |                                                                                                   |  |

| Universidad Católica | Ñublense |

## Premiação
| Supercopa do Chile de 2021                |
| ----------------------------------------- |
| Universidad Católica Campeão (4.º título) |